# Смородьковский сельский совет Харьковской области
Смородьковский сельский совет — входит в состав Купянского района Харьковской области Украины.
Административный центр сельского совета находится в селе Смородьковка.

## История
- 1923 — дата образования.

## Населённые пункты совета
- село Смородьковка
- село Великая Шапковка
- село Ковалевка
- село Паламаревка

### Ликвидированные населённые пункты
- село Кленки